# Calle de Toledo
A Calle de Toledo é uma rua histórica no centro de Madrid, Espanha, que atravessa os bairros Centro e Arganzuela.

## História e descrição
Percorrendo os bairros Centro e Arganzuela, começa na Plaza Mayor e acaba na Glorieta de las Pirámides. Já se chamava Toledo no século XVI.  Até o fim do século XV terminou no Hospital de La Latina. No início do século XVII, a parte perto da Plaza Mayor foi ampliada. Depois do incêndio de 1790 na Plaza Mayor, os edifícios do Portal de Cofreros foram reconstruídos com novos materiais de acordo com os regulamentos anti-incêndio ditados por Juan de Villanueva. A rua consolidou-se como uma das ruas comerciais especializadas do centro da cidade no começo do século XX.  A imagem da extremidade norte perto da Plaza Mayor tornou-se parte da memória coletiva Antifascista com a fotografia do ¡ No pasarán ! banner  enforcado na rua durante a Guerra Civil Espanhola.